# Hurra Torpedo
Hurra Torpedo ist eine Musikgruppe aus Norwegen, welche ihre Musik durch die Benutzung von Küchengegenständen als Schlaginstrumente ungewöhnlich instrumentiert. Die Musiker sind Teil des Künstler-Kollektivs Duplex Records und spielen auch in anderen norwegischen Bands.

## Diskografie
- 1992: To håndfaste burgere (Compact Cassette, Duplex Records)
- 1995: Stockholm (7″-Schallplatte, Duplex Records)
- 2005: Total Eclipse of the Heart (EP-CD, Duplex Records)
- 2006: Kollossus of Makedonia (Compact Disc, Duplex Records)